# Ежовки
Ежовки (Tachinidae), известни и като Тахинови, са голямо и променливо семейство мухи от разред Двукрили (Diptera), с повече от 8200 известни вида и много други, които предстои да бъдат открити. Само в Северна Америка са описани над 1300 вида. Насекомите от това семейство обикновено се наричат тахинидни мухи или просто тахиниди. Доколкото е известно, всички те са протеинови паразитоиди (организъм, който живее в тясна връзка със своя гостоприемник за сметка на гостоприемника, което в крайна сметка води до смъртта на гостоприемника) или понякога паразити на членестоноги, обикновено други насекоми.

## Разпространение
Семейството е известно от много местообитания във всички зоогеографски региони и е особено разнообразно в Южна Америка.

## Описание
Семейство ежкови са средни до едри мухи, с големи стърчащи четинки върху коремчето. Възрастните се хранят с нектар. Ларвите са паразитоиди в ларви на други насекоми.

## Като биологичен контрол на вредители
Някои тахинидни мухи паразитират видове вредители. Това им позволи да бъдат използвани като агенти за биологичен контрол от фермерите. Някои Tachinidae като Compsilura concinnata използват най-малко 200 различни гостоприемника и не са безопасни за използване като биологични агенти. Други са по-специализирани и по-безопасни, например Istocheta aldrichi, която напада само японския бръмбар (Popillia japonica).

## Еволюция
Тази клада изглежда е възникнала в средния еоцен. Най-старият известен предполагаем фосил на тахиниди (Lithexorista) датира от еоценската формация Грийн Ривър в Уайоминг.